# Un triomphe
Pour plus de détails, voir Fiche technique et Distribution.
Un triomphe est un film français réalisé par Emmanuel Courcol, sorti en 2020. Le scénario est librement inspiré de l'histoire de Jan Jönson.

## Synopsis
Etienne, un acteur, doit animer un atelier théâtre en prison à Lyon. Les cinq détenus (Patrick, Alex, Jordan, Moussa et Nabil), mécontents de l'ancien animateur, sont d'abord réticents. Mais Etienne parvient à les motiver et envisage de monter la pièce En attendant Godot de Samuel Beckett, qui reflète la vie des détenus, ces derniers se plaignant de passer leur temps à attendre. Alors que l'atelier ne devait durer que quelques jours, il convainc la directrice de la prison de faire six mois de répétitions pour pouvoir mener à bien son projet, et les acteurs seront payés, comme des professionnels.
Un jour, alors qu'Etienne est sur le point de partir, un autre détenu, Kamel, lui montre qu'il a lu la pièce et lui demande un rôle, mais sans succès, les rôles ayant déjà été distribués. Cependant, quelque temps plus tard, Kamel est parvenu à remplacer Nabil, qui soi-disant souhaite travailler au lieu de participer à la pièce. Ce n'est pas sans poser de problème, car les détenus devront avoir l'accord du juge pour pouvoir sortir pour jouer la pièce dans un véritable théâtre, et cela est moins certain pour Kamel. Les jours de répétition se succèdent…
Le jour de la représentation, l'équipe part pour le théâtre de la Croix-Rousse. Un imprévu se produit : Kamel ne veut plus jouer. Il ne voulait en fait jouer que pour son fils, qui n'est pas venu. Etienne essaie de le convaincre de venir jouer, en vain. Il est alors annoncé que le metteur en scène (Etienne) va lire le rôle en remplacement de Kamel. Finalement, juste à temps, Kamel arrive sur scène. À la fin de la représentation, les spectateurs sont enthousiastes.
Quant à Etienne, il est déçu que sa fille Nina ne soit pas venue. Celle-ci se justifiera en disant qu'elle avait des examens à réviser. Elle est d'ailleurs furieuse contre son père, qui ne lui a pas demandé comment s'étaient passés les examens.
À la suite du succès de la représentation, qui devait initialement être unique, d'autres villes font une demande à leur tour. La seconde représentation part en vrille, ce qui fait rire les spectateurs, mais Etienne est furieux du manque de professionnalisme. Tout se passera relativement bien par la suite, même si avant une représentation, les détenus sont sortis (sans permission) aller chez le coiffeur se faire teindre les cheveux ; heureusement, seul Etienne en a eu connaissance. Kamel a eu la joie de voir son fils assister à la dernière représentation.
Les détenus sont en conflit avec le chef de détention, car ce dernier confisque ou jette une partie des cadeaux obtenus à la fin des représentations. Après la dernière représentation, cela s'envenime et les détenus vont même faire la fête entièrement nus.
Quelque temps après, le Théâtre de l'Odéon demande à son tour une représentation. À la suite des récents événements, les détenus sont en isolement. Mais Etienne arrive une nouvelle fois à persuader l'administration pénitentiaire.
Au Théâtre de l'Odéon, on retrouve notamment dans le public, la directrice de la prison, Nina, ainsi que la juge (pour la première fois), et même la garde des Sceaux. Alors que les comédiens sont appelés, personne ne vient, et Etienne ne parvient pas à les retrouver. Il vient annoncer au public que les acteurs sont partis, en faisant référence à la pièce (on les attend, mais ils ne viennent pas), et demande aux spectateurs de rentrer chez eux. Puis, il se ravise et raconte son histoire.

## Fiche technique
- Titre français : Un triomphe
- Réalisation : Emmanuel Courcol
- Scénario, adaptation et dialogues : Emmanuel Courcol et Thierry de Carbonnières
- Musique : Fred Avril
- Décors : Rafael Mathé
- Costumes : Christel Birot
- Photographie : Yann Maritaud
- Son : Pierre Gauthier
- Montage : Guerric Catala
- Production : Marc Bordure et Robert Guédiguian, ainsi que Dany Boon (producteur associé)
- Sociétés de production : Agat Films & Cie - Ex Nihilo, Les productions du Ch'timi
- SOFICA : Cinéaxe 2019, Cinémage 14, LBPI 13, Manon 10, SG Image 2019
- Société de distribution : Memento Distribution (France)
- Budget : 3,55 millions d'euros
- Pays de production :  France
- Langue originale : français
- Format : couleur — 2,40:1 — son 5.1
- Genre : comédie dramatique
- Durée : 106 minutes
- Dates de sortie :
  - France : 28 août 2020 (Festival du film francophone d'Angoulême)[1] ; 1er septembre 2021 (sortie nationale)
  - Belgique, Suisse romande : 1er septembre 2021

## Distribution
- Kad Merad : Etienne Carboni
- David Ayala : Patrick Le Querrec
- Lamine Cissokho : Alex
- Sofian Khammes : Kamel Ramdane
- Pierre Lottin : Jordan Fortineau
- Wabinlé Nabié : Moussa Traoré
- Alexandre Medvedev : Boïko
- Saïd Benchnafa : Nabil Jouhari
- Marina Hands : Ariane
- Laurent Stocker : Stéphane
- Mathilde Courcol-Rozès : Nina
- Catherine Lascault : la juge
- Yvon Martin : le chef de détention

## Production
Le tournage a eu lieu dans le centre pénitentiaire de Meaux-Chauconin-Neufmontiers, ainsi qu'à Lyon.

## Accueil
| Pays ou région | Box-office      | Date d'arrêt du box-office | Nombre de semaines |
| -------------- | --------------- | -------------------------- | ------------------ |
| France         | 305 953 entrées | 19 octobre 2021            | 7                  |
| Total mondial  | 2 441 031 $     | -                          | -                  |

## Distinctions
- Label Festival de Cannes 2020[4]
- Festival du film francophone d'Angoulême 2020 :
  - Valois du public
  - Valois du meilleur acteur pour Sofian Khammes et Pierre Lottin[5]
- Prix du cinéma européen 2020 : Meilleure comédie[6]

## Remake
Un remake italien réalisé par Riccardo Milani, Grazie ragazzi (it), est sorti en janvier 2023, avec l'acteur Antonio Albanese dans le rôle de Jan Jönson.